# Девочка по имени Варпу
«Де́вочка по и́мени Ва́рпу» (фин. Tyttö nimeltä Varpu) — художественный фильм 2016 года режиссёра Селмы Вилхунен по её собственному сценарию; её дебют в качестве режиссёра полнометражного художественного фильма; совместное производство Финляндии и Дании. В картине, по словам Вилхунен, рассказывается о семье с необычным распределением ролей: у матери не получается взрослеть, поэтому её дочери, Варпу, приходится взрослеть самой. Жанры фильма — кинодрама, роуд-муви, фильм о переходном возрасте; на «Фестивале кино Финляндии» в Москве (2017) картина анонсировалась как «поэтичная драма раннего взросления». Съёмки проходили в 2015 году, мировая премьера состоялась в сентябре 2016 года.
Фильм в целом был положительно воспринят зрителями и критиками. На финской национальной кинопремии «Юсси» (2017) картина была представлена в десяти номинациях; 13-летняя Линнея Ског, исполнительница главной роли, получив премию за лучшую женскую роль, стала самой юной победительницей в этой номинации за все 70 лет существования премии. В ноябре 2017 года фильм стал обладателем кинопремии Северного совета — наиболее престижной кинематографической награды в странах Северной Европы.

## Режиссёрский замысел
Селма Вилхунен (род. 1976) снимала документальные и короткометражные фильмы с 1999 года. До «Девочки по имени Варпу» её наиболее известной картиной была короткометражка «Почему всё должна делать я?» (2012), номинированная в 2014 году на премию «Оскар» в номинации на «За лучший игровой короткометражный фильм». Картина стала первой за всю историю кинематографа Финляндии короткометражкой, номинированной на эту премию, и всего лишь вторым финским фильмом (после «Человека без прошлого» Аки Каурисмяки), номинированным на эту премию в каких-либо номинациях. После этого Вилхунен стала членом киноакадемии США и была приглашена в жюри премии «Оскар» 2015 года.
Фильм «Девочка по имени Варпу» стал для неё режиссёрским дебютом в художественном полнометражном кинематографе, однако, по её словам, этот дебют возник не на пустом месте: своего рода «тренировочным лагерем» для этого фильма она считает вышедшую в 2007 году телевизионную художественную ленту Pietà продолжительностью в один час, над которой она работала в качестве режиссёра. Сравнивая работу над «Девочкой» с работой над своими короткометражками, Вилхунен сказала, что с каком-то смысле работать над полнометражным фильмом легче, поскольку короткий метр требует, чтобы «блестящим» был каждый момент экранного времени, — при полном же метре легче рассказать историю полностью, от начала до конца, хотя это, конечно, и требует дополнительного терпения и усидчивости.
Относительно влияния на её творчество других режиссёров, Вилхунен рассказала, что абсолютными авторитетами для неё являются Ингмар Бергман и Андрей Тарковский, а во время работы над «Девочкой по имени Варпу» она много думала о творчестве Майка Ли, Андреа Арнольд и Габриэлы Пихлер. Кроме того, на неё произвёл большое впечатление шведский фильм «Моя тощая сестра» Санны Ленкен, главной героине которого, как и Варпу, 12 лет; по мнению Вилхунен, это «чертовски хороший фильм», который вдохновлял её в работе и установил для неё некий стандарт качества.
«Девочка по имени Варпу» стала для Вилхунен, по её словам, глубоко личным фильмом. Так было и в короткометражке «Почему всё должна делать я?», в которой она могла «полностью раствориться» в главной героине, так случилось и в новом фильме, — по её мнению, ещё более личном и ещё более психологически глубоком, задевающим в её душе некую хрупкую и болезненную точку: фильм стал для неё, как ей кажется, в каком-то смысле возможностью встретить вновь своего отца, которого она потеряла в детстве по причине его психического заболевания. Своё детство Вилхунен провела в неполной семье, вдвоём с матерью, — и этот факт является общим для неё и Варпу; более того, именно особенности жизни в такой семье, по её мнению, вдохновили её на работу над этим фильмом, ставшим в некотором смысле исследованием слабостей тех, кто живёт в подобных семьях, исследованием того, каково это — быть родителем. Что касается персонажей, то все они, как она считает, хотя и не имеют прототипов в реальной жизни, в той или иной степени наделены её эмоциями, её воспоминаниями о переживаниях, которые она испытывала в молодости.
Относительно того, почему Варпу занимается именно верховой ездой, Вилхунен пояснила, что это также не случайно: во-первых, этот вид спорта ей очень близок, он присутствует во многих её фильмах; во-вторых, группы верховой езды в странах Северной Европы являются в определённом смысле микромоделями общества: в подобных группах по причине наличия существенных социальных дотаций могут заниматься люди даже с низким достатком, а не только богатые, как в большинстве других стран, — в результате в фильме есть возможность показать тесное взаимодействие людей из разных социально-экономических слоёв, различия в их отношении к своим и чужим слабостям, к одним и тем же явлениям.
Относительно Сванте, коня Варпу, Вилхунен сказала, что для неё было важно, чтобы в фильме, помимо людей, присутствовал ещё кто-то живой, некий молчаливый свидетель, «объект безусловной любви», — не вмешиваясь в происходящее напрямую, он просто стоит и внимательно на всё смотрит, и это помогает людям оставаться людьми.
Ещё одна тема, которая затрагивается в фильме, — это автовождение, при этом та часть темы, которая связана с Варпу, противопоставляется тому, что имеет отношение с её матерью. Сиру никак не может получить водительских прав, она не уверена в себе, при нестандартной ситуации начинает паниковать. Вилхунен рассказывала, что эта история взята из реальной жизни: нечто аналогичное происходило с её собственной мамой, долгое время мучившейся с получением водительских прав. Варпу, в отличие от своей матери, чувствует себя за рулём вполне уверенно, всё схватывает на лету, всё у неё получается с первого раза, — и то, что это езда на угнанных автомобителях, а не просто уроки вождения, не случайно: как объясняла Вилхунен, ей как режиссёру хотелось, чтобы главная героиня фильма была не просто «хорошей девочкой», а обладала некой тайной, неким пороком, неизвестным её матери.

## Производство
Поиск актрисы на главную женскую роль оказался непростым. Вилхунен рассказывала, что она искала девушку, которая была бы не только талантливой актрисой, но и таким человеком, с которым у неё возникла бы некая особенная связь — для Вилхунен это было важно по той причине, что фильм содержит элементы, связанные с её собственной биографией. Кроме того, Вилхунен хотела, чтобы исполнительница роли Варпу была умной — несмотря на свой юный возраст. Линнея Ског, по словам Вилхунен, обладала всеми этими качествами. По воспоминаниям самой Линнеи, она получила роль Варпу, пройдя три этапа прослушивания.

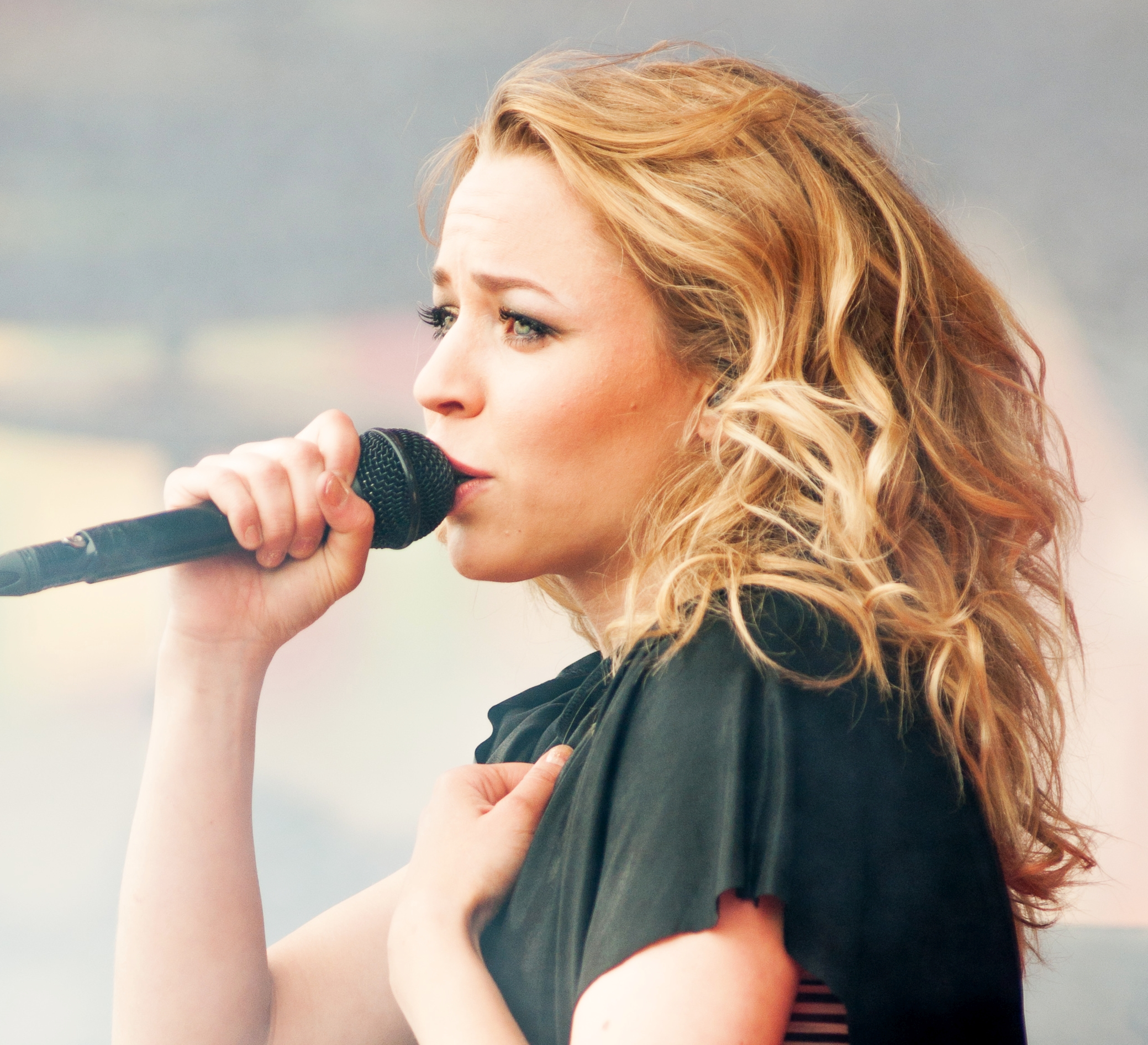
Паула Весала выступает на рок-фестивале в Йоэнсуу в составе группы PMMP (2012)

Съёмки прошли в 2015 году и продолжались 5 недель. Поскольку Линнее было всего 12 лет, её родители активно участвовали в съёмочном процессе. Прочтя сценарий, они долго обсуждали с режиссёром фильма, насколько позволительно так далеко заходить в исследовании жизненных проблем, когда речь идёт о детях. По воспоминаниям Лауры Карен, матери Линнеи, на некоторых репетициях эмоции били через край. Линнея рассказывала, что была сцена, которую она не хотела играть, — и в результате эта сцена так и не была снята. Франк Ског, отец Линнеи, имея двадцатилетний опыт работы актёра, помогал дочери с ролью, особенно в сложных сценах. По его словам, для правдивого изображений эмоций он советовал ей использовать свои собственные воспоминания. Линнея позже рассказывала, что тяжёлые чувства для неё сложны не сами по себе, а из-за того, что приходится их повторять из дубля в дубль, «быть грустной много раз подряд».
На роль Сиру, матери Варпу, была приглашена Паула Весала (род. 1981), известная в Финляндии поп-исполнительница, вокалистка поп-рок-группы PMMP. Как рассказывала Вилхунен, Паула в жизни — сильная, откровенная и уверенная в себе, то есть полная противоположность своей героини, но при этом она очень хорошая актриса, умеющая показать разнообразные оттенки настроения своей хрупкой героини, способная передать свойственную Сиру анархию в поведении.

## В ролях
- Ског, Линнея — Варпу Миеттинен
- Весала, Паула — Сиру Миеттинен, её мать
- Майяла, Лаури[фин.] — Илмари Хукканен, её отец
- Карвонен, Сантту[фин.] — Бу, приятель матери Варпу
- Луусуаниеми, Антти[фин.] — Илмари Хукканен, полный тёзка отца Варпу
- Силланпяа, Ниина — Эмилия Хукканен, его жена
- Мяенпяя, Оути — инструктор по верховой езде
- Раутиайнен, Пюрю — Антту, приятель Варпу, обучавший её автовождению

Название фильма, использовавшееся для показа фильма в англоязычных странах, — Little Wing («Крылышко») — возникло, по словам Вилхунен, после долгих поисков. Чтобы передать смысл имени главной героини Варпу («Воробышек» — это имя в Финляндии не слишком распространено, однако и не является особо экзотическим), вынесенного в финское название фильма, надо было найти что-то маленькое, но, в то же время, неунывающее, жизнерадостное (small, yet resilient). Песня Джими Хендрикса Little Wing, в которой поётся о не зависящей ни от каких обстоятельств любви одного человека к другому, вполне подошла. По мнению Вилхунен, слова песни очень точно характеризуют главную героиню фильма, которая, с одной стороны, является существом ангельским и великодушным, а с другой — существом диким, имеющим внутри себя собственный странный мир. Это же название, «Крылышко», использовалось для некоторых показов фильма в России.

## Сюжет
Протагонист фильма — уязвимая и, одновременно, решительная и целеустремлённая 12-летняя девочка Варпу. Она живёт в Хельсинки вдвоём с матерью, которая зарабатывает на жизнь, занимаясь уборкой в частных домах. Мать Варпу импульсивна и подвержена паническим атакам, она уже в который раз сдаёт экзамен по вождению и снова, как ни старается, его проваливает — и в целом у неё не получается ответственно подходить к тем проблемам, которые неизбежно возникают у взрослого человека, имеющего ребёнка; более того, она сама нередко ведёт себя, как ребёнок, как младшая сестра. Варпу быстро взрослеет — в отличие от её матери, у которой повзрослеть никак не получается.
Среди друзей Варпу — конь Сванте, с которым она готовится к соревнованиям; девочки же, с которыми она занимается конным спортом, смотрят на неё свысока и пристают к ней с расспросами про её отца, — и Варпу дружит не с ними, а с подростками со своего двора. Среди них выделяется Антту — парень, к которому она испытывает симпатию: он умеет вскрывать машины и заводить их без ключа зажигания. В день её 12-летия Антту катает Варпу с компанией на угнанной машине, а затем даёт ей первые уроки вождения — и у неё сразу неплохо получается. На следующую ночь, когда мать Варпу засыпает, она звонит своему приятелю — и они снова катаются на угнанной машине, на этот раз вдвоём, при этом Варпу сидит за рулём. Они признаются друг другу в симпатии, однако затем Антту начинает к ней приставать, ей это не нравится, — в результате Антту обижается и уходит. А Варпу уезжает в Оулу (который находится ровно в шестистах километрах к северу от Хельсинки) — про своего отца она не знает ничего, кроме имени, фамилии и того, что он живёт в этом городе. Она едет ровно на север до тех пор, пока у машины не кончается топливо… Не с первой попытки и не без помощи срочно прилетевшей к ней матери у неё получается найти отца; он оказывается эксцентричным неуравновешенным художником, общаться с которым не так-то просто, а порой и невозможно, однако встреча с ним помогает Варпу и её матери многое понять и переосмыслить…

## Кинофестивали, киносмотры, прокат
Мировая премьера фильма состоялась на международном кинофестивале в Торонто 9 сентября 2016 года, после чего фильм участвовал ещё более чем в двадцати кинофестивалях. 15 сентября состоялась премьера фильма в Финляндии (на Хельcинкском международном кинофестивале «Любовь и анархия»), а 23 сентября фильм вышел в Финляндии в прокат. В Швеции фильм вышел в прокат 6 декабря 2017 года.
В России фильм был показан в марте 2017 года в Москве в рамках «Фестиваля кино Финляндии» (под названием «Девочка по имени Варпу»), а в ноябре 2017 года — в Санкт-Петербурге в рамках Недели финского кино (под названием «Крылышко»).
26 сентября 2018 года состоялась премьера фильма на финском телевидении — его показали на канале Yle TV2 (на финском языке с шведскими субтитрами).

## Оценка

### Отзывы и рецензии
В целом фильм был достаточно положительно принят критиками и зрителями. По версии агрегатора Rotten Tomatoes, 71 % профессиональных кинокритиков положительно отозвались о фильме, при этом 100 % пользователей этого агрегатора оценили фильм на 3,5 звезды (из 5) или выше. На «Фестивале кино Финляндии» в Москве (2017) было отмечено, что эта вымышленная драма «звучит очень убедительно», поскольку на первом месте в фильме поставлены люди и их «неподдельные эмоции».
Канадский критик Дэвид Д’Арси признал, что режиссёрский дебют Вилхунен в полнометражном художественном кинематографе получился прелестным и реалистичным, а сам фильм он назвал «странным драматическим коктейлем», в котором сюжет время от времени делает резкие повороты, удерживая внимание зрителя и избегая клише, характерные для подобных фильмов о взрослении. Хотя события порой, по его мнению, развиваются довольно медленно, искушённый зритель получает наслаждение, наблюдая за психологическими нюансами поведения главной героини. Проблема, однако, как считает Д’Арси, заключается в том, что подобный темп, скорее всего, будет не особо привлекательным для более молодого поколения зрителей, на которых этот фильм, собственно, и ориентируется.
Откровением кинокартины, по мнению Д’Арси, стала молодая и уравновешенная Линнея Ског в роли девочки Варпу. В начале фильма её жизнь показана почти исключительно в негативном свете: девочка живёт в бедности и неопределённости, сверстницы, с которыми она занимается конным спортом, над ней подсмеиваются, а её мать идёт от одной неудачи к другой; мрачную атмосферу подчёркивает операторская работа Туомо Хутри, который снимает события на фоне холодных пейзажей зимней Финляндии. Одним из объяснений, почему девочка занимается таким опасным видом спорта, как конкур, является, по мнению критика, то, что именно в нём она находит своё «убежище», а единственным сильным существом среди тех, кто её окружает, является её любимый молчаливый конь Сванте. Вилхунен показывает жизнь такой, какой она бывает, не заостряя особого внимания на моральной стороне дела и не спрашивая, разрешается ли в 12 лет ездить по ночам с мальчиками на угнанных автомобилях и допустимо ли, не сообщив об этом матери, уезжать в другой город. Что интересует режиссёра, так это ежедневные фрустрации главной героини, её хроническая неудовлетворённость ситуацией, при которой ей не на кого опереться. Главной героине в каком-то смысле всё приходится делать самой (Вилхунен уже затрагивала эту тему в своей знаменитой короткометражке «Почему всё должна делать я?»), но однажды чаша её терпения переполняется, — и она уезжает из своего тесного мирка в далёкий неизведанный мир, в котором живёт её отец, про которого она ничего не знает. Отец не оправдывает её ожиданий, однако в жизни главной героини много меняется: она осознаёт, что, возможно, лучше любить то, что есть, чем кидаться в неизвестность в надежде на лучшее; её отношения с матерью как бы очищаются, становятся более понятными и естественными.
Д’Арси отмечает, что героиня Ског очень немногословна, но те подавленные эмоции (subdued emotion), с которыми она наблюдает за реальным миром вообще и, в частности, за своей инфантильной матерью, которая никак не может освоиться в этом реальным мире, ставят фильм в один ряд с такими известными кинолентами о подростках, как «Моя собачья жизнь» (Швеция, 1985) и «Русалки» (США, 1990), а также напоминают о фильмах Трюффо об Антуане Дуанеле, начавшихся в 1959 году со знаменитых «Четырёхсот ударов». Сама Линнея Ског, оценивая свою героиню, сказал, что Варпу — не совсем обычный подросток; и хотя в некоторых ситуациях она ведёт себя так же, как вела бы себя Линнея, в целом она гораздо более храбрая. Франк Ског, отец Линнеи, считает, что его дочери всегда в большей степени было свойственно наблюдать, чем активно действовать, и именно эта особенность стала одной из причин её успешной игры в этом фильме.
Высокую оценку дало фильму жюри кинофестиваля BUFF в Мальмё. В обосновании поощрительной премии «за лучший детский фильм», было сказано, что в картине особенно следует отметить удивительный образ (fantastiska gestaltning), созданный Линнеей Ског: её героиня, отправившаяся в путь по мрачной действительности, одновременно слаба и сильна, при этом баланс между её силой и её слабостью идеален. Жюри кинопремии Северного совета, приняв решение о присуждении премии за 2017 года этому фильму, отметило, что Вилхунен с помощью весьма скупых средств смогла передать на экране глубочайшие человеческие чувства, показав, что является неординарным режиссёром и сценаристом. В обосновании решения говорилось, что режиссёру удалось так построить фильм, что главной героине раз за разом удаётся уходить от клише: мягкая по своему характеру, при этом очень разумная и даже в каком-то смысле мудрая, Варпу идёт по жизни, в которой каждый, кого она встречает, — реальный человек, одновременно в чём-то хороший и в чём-то плохой.

### Награды и номинации
|              | Наименование награды                                       | Наименование номинации                                            | Номинант                            | Результат |
| ------------ | ---------------------------------------------------------- | ----------------------------------------------------------------- | ----------------------------------- | --------- |
| 2017, март   | Национальная кинопремия «Юсси» (Финляндия)                 | Лучшая женская роль                                               | Линнея Ског                         | Победа    |
| 2017, март   | Национальная кинопремия «Юсси» (Финляндия)                 | Лучший фильм                                                      | Кай Нордберг, Каарле Ахо, продюсеры | Номинация |
| 2017, март   | Национальная кинопремия «Юсси» (Финляндия)                 | Лучший режиссёр                                                   | Селма Вилхунен                      | Номинация |
| 2017, март   | Национальная кинопремия «Юсси» (Финляндия)                 | Лучшая женская роль второго плана                                 | Паула Весала                        | Номинация |
| 2017, март   | Национальная кинопремия «Юсси» (Финляндия)                 | Лучшая мужская роль второго плана                                 | Лаури Майяла                        | Номинация |
| 2017, март   | Национальная кинопремия «Юсси» (Финляндия)                 | Лучший сценарий                                                   | Селма Вилхунен                      | Номинация |
| 2017, март   | Национальная кинопремия «Юсси» (Финляндия)                 | Лучший оператор                                                   | Туомо Хутри                         | Номинация |
| 2017, март   | Национальная кинопремия «Юсси» (Финляндия)                 | Лучшая работа художника-постановщика                              | Саттва-Ханна Тойвиайнен             | Номинация |
| 2017, март   | Национальная кинопремия «Юсси» (Финляндия)                 | Лучший дизайн костюмов                                            | Тиина Кауканен                      | Номинация |
| 2017, март   | Национальная кинопремия «Юсси» (Финляндия)                 | Лучший грим                                                       | Пиа Микконен                        | Номинация |
| 2017, март   | BUFF Filmfestival (Швеция, Мальмё)                         | Приз города Мальмё за лучший детский фильм — поощрительная премия | Линнея Ског                         | Победа    |
| 2017, март   | BUFF Filmfestival (Швеция, Мальмё)                         | BUFF Nordic Star Award                                            | Линнея Ског                         | Победа    |
| 2017, апрель | RiverRun International Film Festival (США, Уинстон-Сейлем) | Приз зрительских симпатий за полнометражный игровой фильм         |                                     | Победа    |
| 2017, ноябрь | Премии под эгидой Северного совета                         | Кинопремия Северного совета                                       |                                     | Победа    |

В «Девочке по имени Варпу» жюри нашло моменты чистой энергии и кинематографического золота…
Оригинальный текст (англ.)In Little Wing the jury found moments of pure energy and cinematic gold…Из решения жюри о присуждении фильму кинопремии Северного совета